# Кассиан Андор
Капитан Ка́ссиан Джеро́н А́ндор (англ. Cassian Jeron Andor) — вымышленный персонаж медиафраншизы «Звёздные войны». Впервые появляется в фильме «Изгой-один. Звёздные войны: Истории» (2016), где его роль исполнил Диего Луна. Андор — пилот, офицер-разведчик из Повстанческого Альянса и лидер «Изгоя-один», группировки повстанцев, которая похищает чертежи «Звезды Смерти», оружия, способного уничтожить планету.

## Персонаж

### Создание и разработка
Впервые «похожий на Кассиана Андора» персонаж, на тот момент ещё не называемый этим именем, появляется в оригинальной версии сценария фильма «Изгой-один. Звёздные войны: Истории», написанной Джоном Ноллом, главным креативным директором компании Industrial Light & Magic, и первом черновике сценария за авторством Гэри Уитты. Персонаж был создан как член отряда «Изгой-один», который в тот момент возглавляла сержант Повстанческого Альянса Джин Эрсо. Изначально планировалось убить всех членов «Изгоя-один», в том числе и Кассиана. Однако, боясь, что Disney не одобрит такую концовку, Нолл и Уитта написали о том, как Кассиан сбегает с Шарифа вместе с Джин, перехватив чертежи «Звезды Смерти», и когда Дарт Вейдер уничтожает их корабль после отправки чертежей принцессе Лее, они выживают, спрятавшись в спасательной капсуле. Уитта сказал, что «прыжок через множество обручей» с целью проверить шансы на выживание подтвердил, что Кассиан и Джин должны были умереть на Шарифе. В конечном итоге, продюсер Кэтлин Кеннеди и Disney одобрили вариант концовки, в которой вся команда погибает. Считается, что главной причиной такого решения стала вера в то, что после событий фильма команда персонажей будет заменена главными героями оригинальной трилогии.

### Кастинг и исполнение
В мае 2015 года стало известно, что роль персонажа в «Изгое-один» получил Диего Луна. Режиссёр Гарет Эдвардс хотел, чтобы Кассиан был скорее тёплым и приятным, чем типичным мужественным, задумчивым героем боевиков, что в итоге привело к решению Эдвардса выбрать Луну в начале процесса подбора актёров. Луна посчитал, что его выбор, а также наём многих небелых мужчин на главные роли в фильме отражает «современный подход» и мир, в котором «расовое и культурное разнообразие фактически делает нас обширнее и интереснее».
Во время исполнения роли Луна разговаривал с мексиканским акцентом. Луна отметил, что его акцент не стал проблемой для продюсеров фильма, а наоборот понравился им. Он также озвучил Андора в испанском дубляже картины.

## Появления

### «Изгой-один»
В декабре 2016 года вышел фильм «Изгой-один. Звёздные войны: Истории», в котором был представлен Кассиан Андор, мужчина, сражающийся на стороне Сопротивления с шестилетнего возраста. По сюжету Кассиан узнаёт от информатора повстанцев Тивика о дезертирстве имперского пилота Бодхи Рука и об имперском супероружии «Звезда Смерти». Кассиан убивает Тивика, чтобы избежать поимки, в противном случае он не сможет сбежать из-за сломанной руки. Позднее Кассиану тайно поручают найти и убить инженера Галена Эрсо, которого взял в плен и заставил сотрудничать при строительстве «Звезды Смерти» директор Орсон Кренник.
Андор и его второй пилот, перепрограммированный имперский охранный дроид K-2SO, отправляются вместе с дочерью Галена Джин Эрсо на Джеду и получают сообщение от Галена, которое доставляет Рук. Узнав, что Гален Эрсо находится на Иду, повстанцы отправляются туда; Кассиан решает всё-таки не убивать его. Он вместе с Джин становится лидером команды и собирается похитить чертежи «Звезды Смерти» со Скарифа, где он пробирается в имперский дата-центр вместе с Джин и K-2SO. Когда K-2SO жертвует собой, Джин и Кассиан добывают чертежи, но Кренник застаёт их врасплох и стреляет в Кассиана. Тем не менее, Андор приходит в себя, стреляет в Кренника и ранит его, в то время как Джин успешно пересылает чертежи находящимся на орбите Повстанцам. «Звезда Смерти» открывает огонь по планете, убивая Кассиана и Джин.

#### Связанные работы и мерчандайзинг
Кассиан появляется в новеллизации, написанной Александром Фридом. Он также появляется в виртуальном аттракционе «Star Wars: Secrets of the Empire» в парках Disneyland Resort и Walt Disney World; Луна повторяет роль Кассиана, который ведёт брифинги и отдаёт приказы.

### «Андор»
Луна повторил роль Андора в одноимённом сериале для стримингового сервиса Disney+, производство которого началось в ноябре 2018 года. Съёмки должны были начаться в июне 2020 года, но были отложены в связи с пандемией COVID-19. 7 августа 2020 года Луна раскрыл, что «мы медленно продвигаемся вперёд, и спешить некуда». По словам Луны, в сериале появится более молодая версия его персонажа, а действие будет происходить за пять лет до событий «Изгоя-один». Женевьев О’Райли повторяет свою роль Мон Мотмы, также в сериале снимаются Стеллан Скарсгард, Дениз Гоф, Кайл Соллер и Адриа Архона. Съёмки начались в декабре 2020 года в Лондоне, Великобритания, и завершились в сентябре 2021 года. Премьера сериала состоялась 21 сентября 2022 года.

## Реакция
Джастин Чан из Los Angeles Times похвалил «суровую харизму» Луны, но Энн Хорндей из The Washington Post написала, что «обречённый, тихий Луна совсем не подходит на роль лихого искателя приключений». Когда журналист Entertainment Weekly Крис Нашавати хвалил игру Фелисити Джонс в роли Джин Эрсо, он написал: «если бы у Луны было чуть больше индивидуальности, больше развязности Хана Соло, они стали бы парой».